# Hassan Lingani
Hassan Lingani (* 30. Dezember 1987) ist ein ivorischer ehemaliger Fussballspieler.

## Spielerkarriere
Lingani begann seine Karriere in der Jugend von AS Athlétic Adjamé. Im Jahr 2007 nahm ihn der französische Amateurverein US Albi unter Vertrag. In den folgenden zwei Spielzeiten konnte er sich aufdrängen und als Stammspieler der Südfranzosen etablieren. Im Sommer 2009 kaufte ihn der korsische Verein SC Bastia. Er lief in neun Partien in der Ligue 2 für die Korsen auf und verließ den Verein bereits am 1. Januar 2010. 
Es wurde sein Transfer zum Schweizer Verein BSC Young Boys bekanntgegeben. Für angeblich 200.000 Euro unterschrieb er bei den Bernern einen Vertrag bis Juni 2013. 
Lingani gab sein Debüt in der Axpo Super League am 7. Februar 2010 beim Auswärtsspiel gegen den FC Basel.
Der talentierte Abwehrspieler stammt ursprünglich aus der YB-Partnerschule AS Athlétic Adjamé.